# Imitación de la vida (novela)
Imitación de la vida(título original en inglés: Imitation of Life) es una novela de 1933 de Fannie Hurst que fue adaptada a dos películas exitosas para Universal Pictures: una película de 1934 y una nueva versión de 1959. La novela, que trata cuestiones de raza, clase y género, se publicó originalmente por entregas en 1932 en la revista Pictorial Review bajo el título Sugar House.

## Sinopsis
Bea Pullman, una madre soltera blanca, y su criada afroestadounidense, Delilah Johnston, también madre soltera, crían a sus hijas juntas y se convierten en socias comerciales. Combinando el conocimiento empresarial de Bea con las irresistibles recetas sureñas de Delilah, construyen un negocio de gofres y un imperio de restaurantes internacionales. Sin embargo, su éxito público les trae poca felicidad. Bea se debate entre sus responsabilidades como empresaria y las de madre; Delilah queda devastada cuando su hija de piel clara, Peola, se aleja para hacerse pasar por blanca.

## Contexto histórico
Desde principios del siglo XX hasta que la Corte Suprema de los Estados Unidos falló en el caso Loving contra Virginia (1967), numerosos estados del sur aprobaron leyes que imponían la «regla de una gota», que exigía que las personas de cualquier ascendencia africana conocida debían clasificarse en los registros como negro. Sólo los blancos y los negros eran reconocidos como categorías raciales, y los negros estaban restringidos por leyes desegregación racial. Virginia promulgó una ley sobre la «passing» en 1924.
Hurst afirmó que su novela fue escrita debido a una «conciencia» que surgió de cómo los soldados afroestadounidenses habían luchado por su país en laPrimera Guerra Mundial a pesar de que fueron discriminados en casa.

## Importancia literaria y crítica
Hurst era una mujer judía y partidaria de causas feministas. También apoyó a los afroestadounidenses en su lucha por una mayor igualdad. Estuvo profundamente involucrada en el Renacimiento de Harlem, especialmente con Zora Neale Hurston. Hurst ayudó a patrocinar a Hurston en su primer año en Barnard College y empleó a Hurston brevemente como secretaria ejecutiva. Las dos viajaron juntas en viajes por carretera que pueden haber contribuido a la comprensión de Hurst sobre la discriminación racial. Tanto Hurston como Langston Hughes afirmaron que les gustaba Imitation of Life, aunque ambos cambiaron de opinión después de que Sterling Allen Brown criticara tanto el libro como la adaptación cinematográfica de 1934 en una reseña titulada Imitation of Life: Once a Pancake, una referencia a una línea de la primera película.
En la novela, Peola se marcha definitivamente, mientras que en ambas películas, el personaje de Peola (llamado Sarah Jane en la segunda película) regresa, asiste al funeral de su madre y muestra remordimiento. Molly Hiro sostiene que la «eliminación prematura de Peola» en la novela «no sólo le permite escapar con éxito de la 'negrura' a la que se ha resistido, sino que también mantiene al personaje alejado de los lectores, volviéndola así incapaz de representar un mensaje legible sobre la autenticidad racial».

## Adaptaciones cinematográficas y televisivas
- 1934 - Imitación de la vida dirigida por John M. Stahl
- 1959 – Imitación a la vida dirigida por Douglas Sirk
- 1992 – De frente al sol producida por Carla Estrada